# Aconogonon davisiae
Aconogonon davisiae är en slideväxtart som först beskrevs av James Alexander Brewer, och fick sitt nu gällande namn av Sojak. Aconogonon davisiae ingår i släktet sliden, och familjen slideväxter. Utöver nominatformen finns också underarten A. d. glabrum.